# Matola (Tanzania)
Matola è una circoscrizione rurale (rural ward) della Tanzania situata nel distretto urbano di Njombe, regione di Njombe. Conta una popolazione di 12 262 abitanti (censimento 2012).